# トヨタ・ハリアーハイブリッド

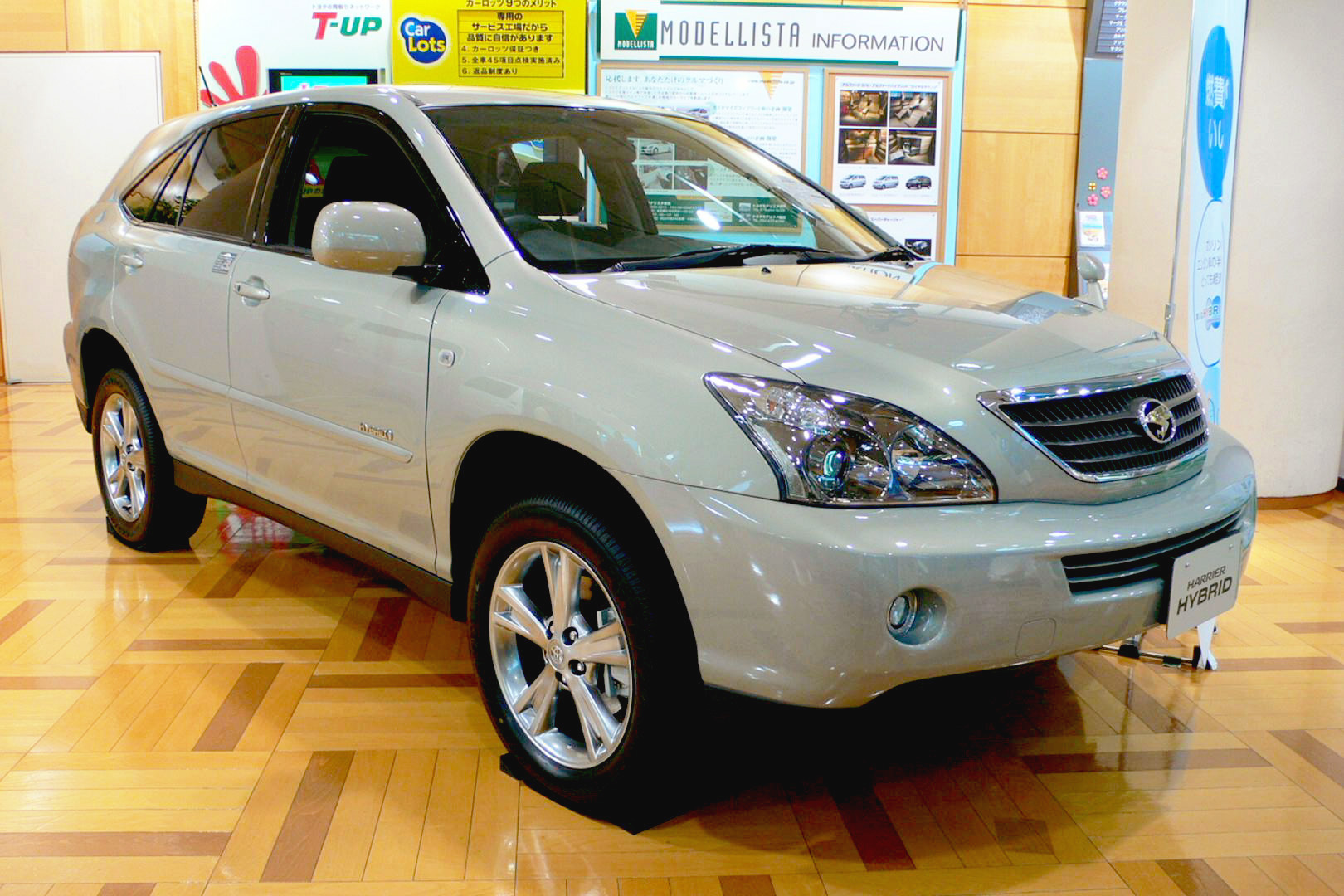
初代 MHU38W型
（2005年 - 2013年）

ハリアーハイブリッド（HARRIER HYBRID）は、トヨタ自動車が販売している高級クロスオーバーSUV「ハリアー」の2代目モデルに設定されていたハイブリッド仕様である。本稿では2代目ハリアーのハイブリッド仕様についてのみ述べる。

## 初代(ハリアー全体としては2代目) MHU38W型（2005年 - 2013年）
SUV型乗用車のハイブリッドカーとしては、トヨタから同時に発売された「クルーガーハイブリッド」とともに、フォード「エスケープハイブリッド」に次いで世界で2番目に市販されたモデルとなる。
ハリアーは日本国外ではトヨタが展開する高級車ブランド「レクサス」から「RX」の名称で販売されており、本モデルもRXのハイブリッド仕様「RX400h」として販売された。
レクサスRXについては2009年に3代目モデルへモデルチェンジされ、ハイブリッド仕様も全面刷新された「RX450h」が日本国内でもレクサスブランドから販売されるようになったが、その後も先代にあたる本モデルも「ハリアーハイブリッド」として継続してトヨタブランド（トヨペット店）で併売されていた。2013年9月にハリアーハイブリッド公式ホームページに「ハリアーハイブリッドの生産はすでに終了しております。在庫状況は販売店によって異なりますので、詳しくは販売店へお問い合わせください」との告知が掲載され、以後は在庫限りの販売となった。その後、「ハリアーハイブリッド」としてのページが消滅したが、なぜかもう一度出現し、「左記、車両詳細情報についてはご覧いただけません」とあり、すべてのページを閲覧できない状態になっていたが、2013年10月25日に公式ホームページの掲載をすべて終えた。
同年11月13日に「ハリアー」が日本国内専売車種として3代目にモデルチェンジされたが、「ハリアーハイブリッド」として販売されていたハイブリッドモデルは「ハリアー」に吸収統合される形で約1ヶ月ぶりに復活することとなった。なお、装備内容は一部異なるものの、グレード体系はガソリン車と同一である。

## システム概要

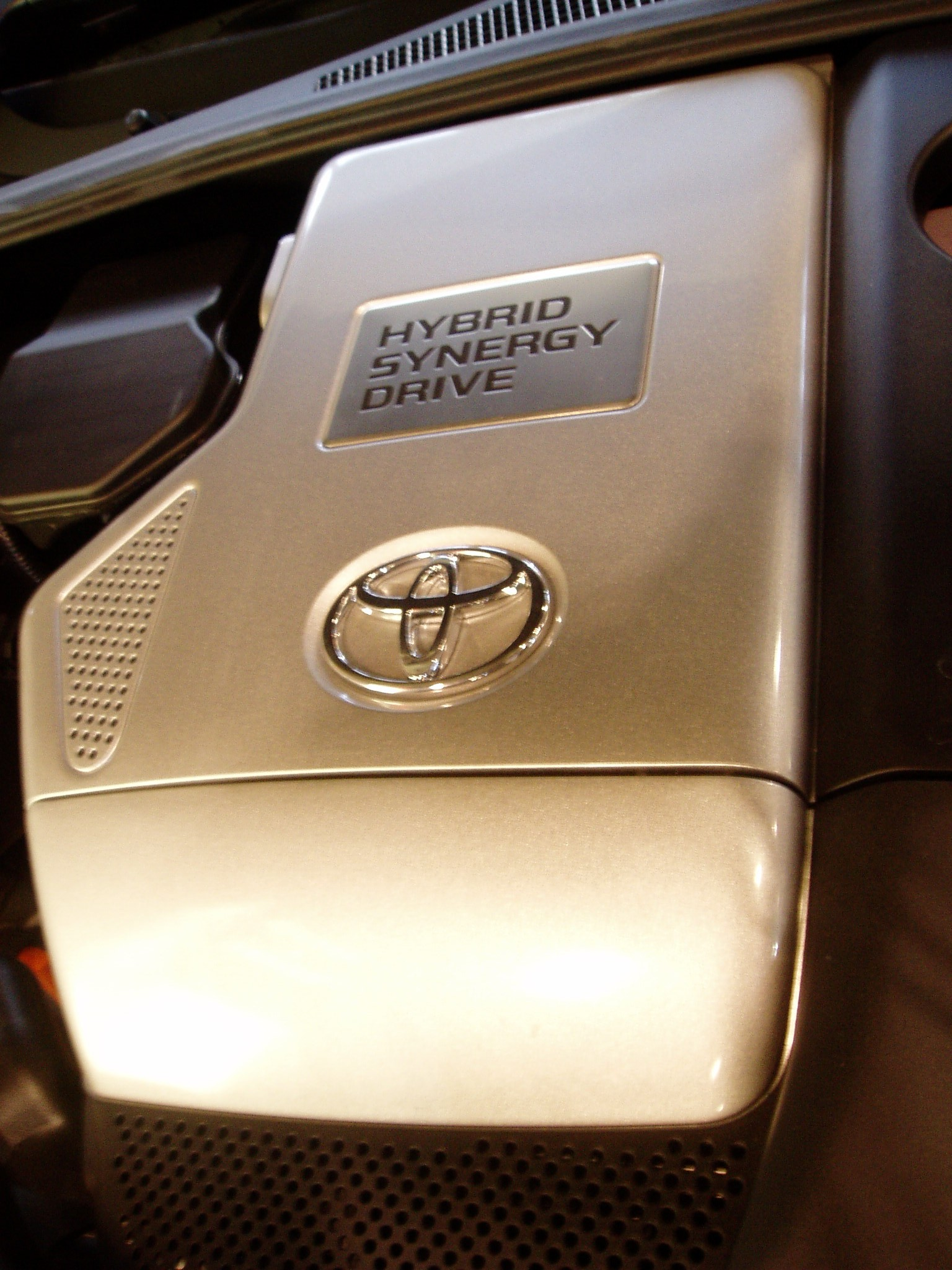
ハイブリッドユニット

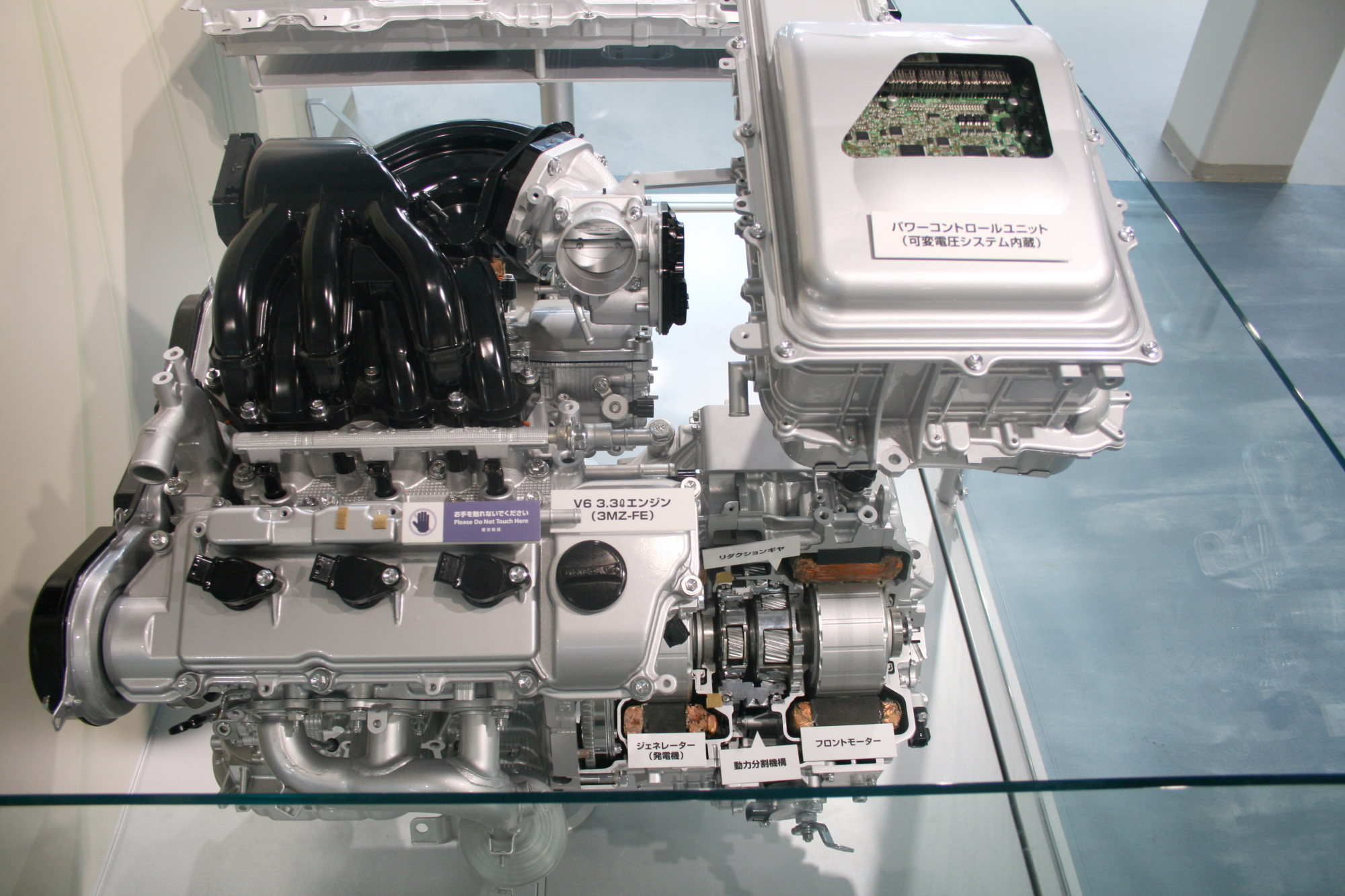
搭載される3MZ-FE型エンジン

V型6気筒3,310ccの3MZ-FE型エンジン（最高出力211PS）、フロントモーター（最高出力167PS）及びリアモーター（日立製作所製。最高出力68PS）とを統合制御するハイブリッドユニット（システム出力272PS）を搭載する。加速性能は0→100km/hが7.3秒、50→80km/hが3.5秒と、V型8気筒4Lエンジンに匹敵する動力性能を発揮する。2t近い車重を感じさせないハイパワーと低燃費（10・15モード燃費17.8km/L）を両立している。

## ハリアーとの違い

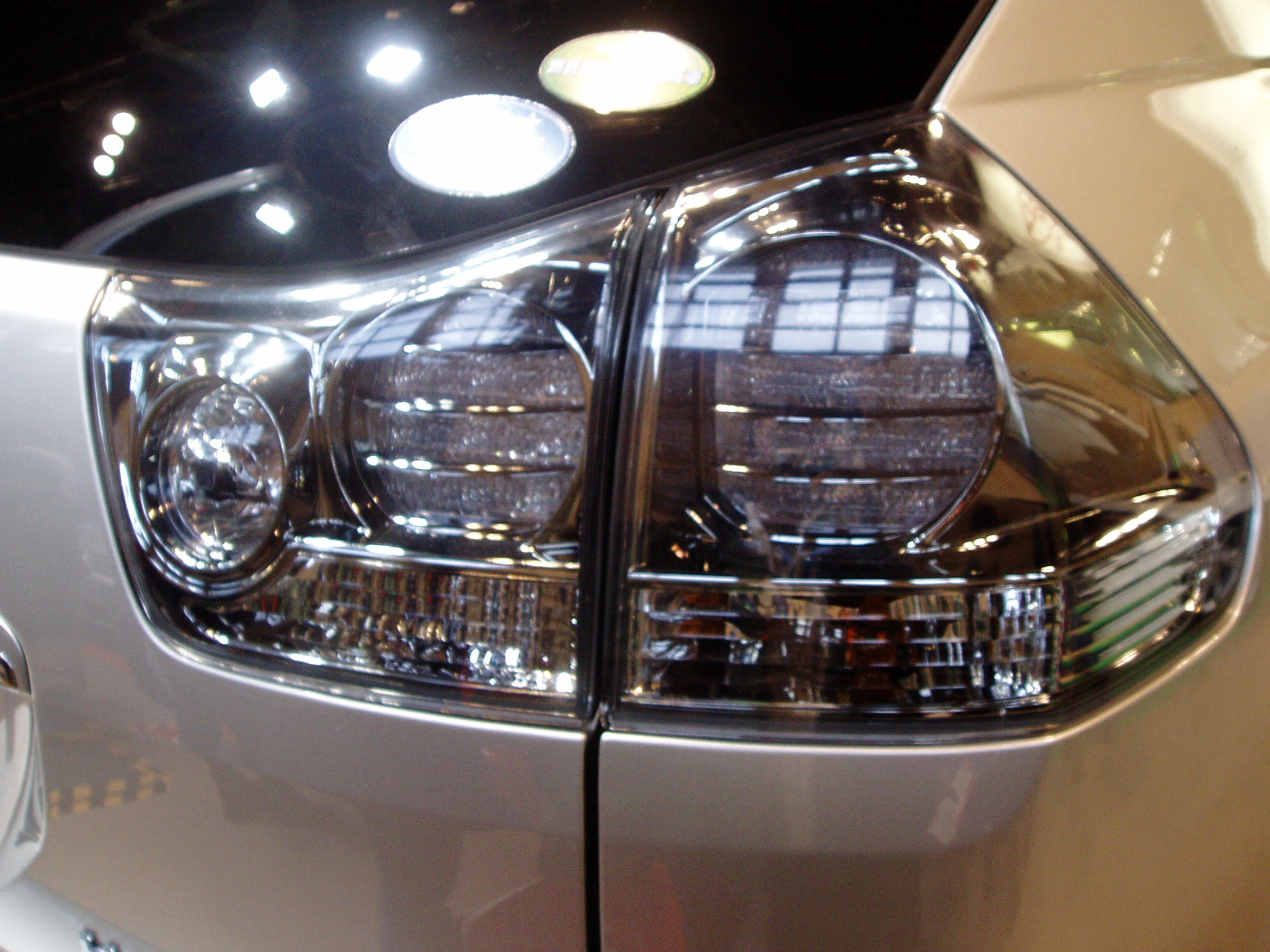
LEDリアコンビネーションランプ

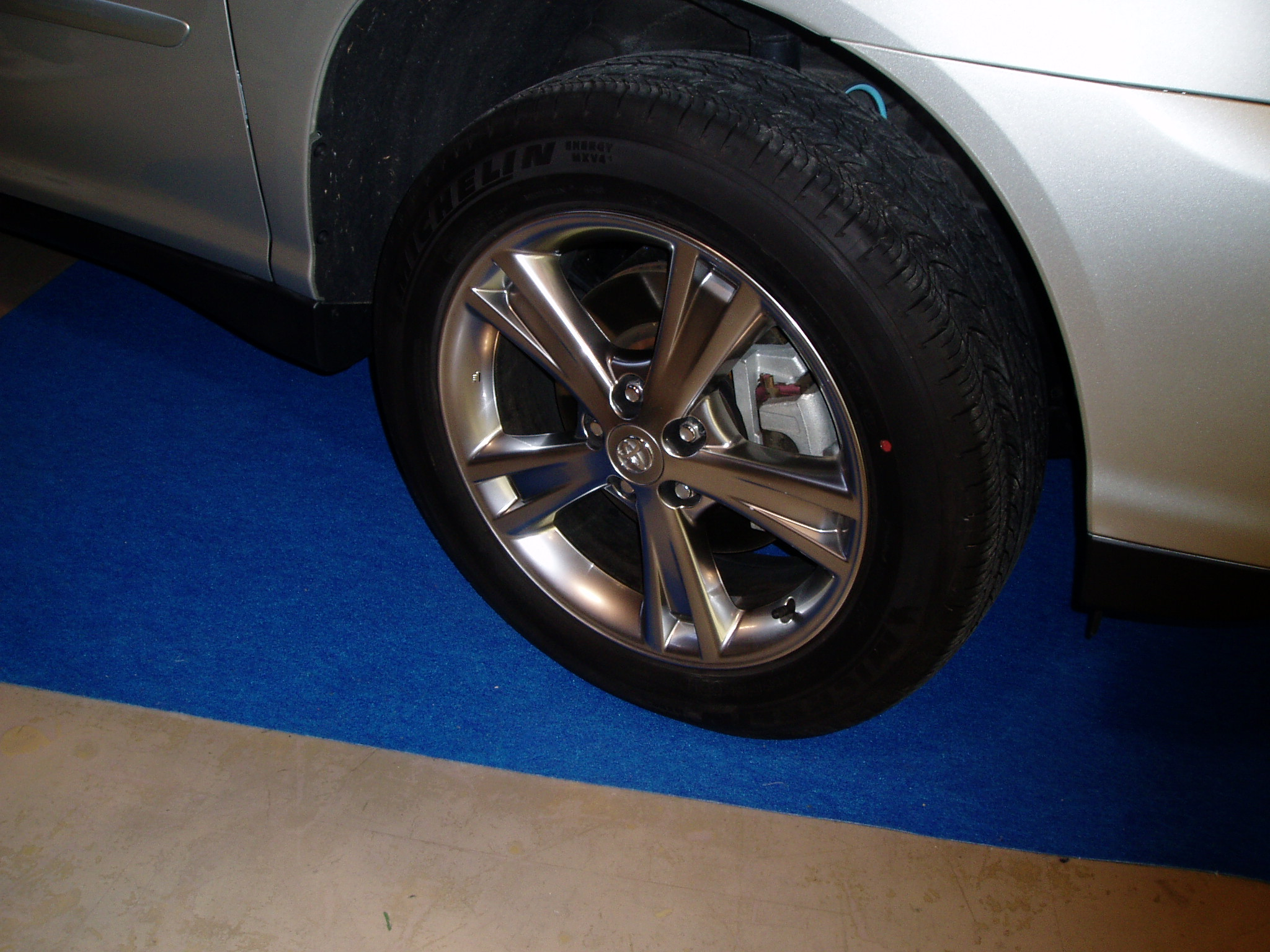
専用アルミホイール

内外装は基本的にはベースモデルであるハリアーに準じているが、以下のような点が異なっている。
- フロントバンパーの意匠変更（フォグランプが丸型になり、中央部にスリットが設けられる）。
- リアコンビネーションランプがLEDとなる。
- スピードメーター内のマルチインフォメーションディスプレイにて、外気温、平均・瞬間燃費、エネルギーモニター等が大きな視線移動なしに確認できる。
- 遮音性に優れるフロントガラスを採用し、高い静粛性を実現している。
- Lパッケージ・プレミアムSパッケージには、専用デザインのアルミホイールを標準装備する。
- 内装パネルに、標準・Lパッケージには「コスモファインパターン」、プレミアムSパッケージには「本アルミ」が使用される。
- 一方で、ハリアーには設定があるレーダークルーズコントロールは搭載されず、一般的なクルーズコントロールのみとなる。
- なお、2008年まではカッパーブラウンなどの専用ボディカラーが数色設定されていたが、現在はダークレッドのみ（逆に、ハリアーにのみベージュメタリックが設定される）。

## グレード
- プレミアムSパッケージ
本革シート（黒）が装備され、スポーツサスペンションを装備し、内装パネルには本アルミが使用される。
- Lパッケージ
ボディカラーでダークレッドとホワイトパールを選択すると、内装色がアイボリーとなる。
- 標準
17インチホイールが装備され、唯一パワーバックドアなどが装備されないベースグレード。

　シートはブラック（トリコット素材）のみ。